# Миодраг Пиваш
Миодраг Пиваш (серб. Миодраг Пиваш; нар. 17 травня 2005) — сербський футболіст, захисник англійського клубу «Ньюкасл Юнайтед».

## Клубна кар'єра
Вихованець юнацьких команд австрійських клубів «Зіценгайм» і «Гредіг». 16 липня 2023 року дебютував в основному складі «Гредіга» в матчі Кубка Австрії проти «Ріда».
Влітку 2023 року підписав контракт з сербським «Єдинством» (Уб). 7 жовтня 2023 року в матчі Першої ліги проти «Слободи» (Ужице) дебютував за «Єдинство», вийшовши на заміну Марко Адамовичу. 7 травня 2024 року в поєдинку Першої ліги проти «Графичара» забив свій перший гол у професіональній кар'єрі. За підсумками сезону допоміг команді посісти друге місце, підвищившись до Суперліги.
20 липня 2024 року перейшов в англійський клуб «Ньюкасл Юнайтед». 2 вересня 2024 року відправився в сезонну оренду в нідерландський «Віллем II». 28 вересня 2024 року дебютував за нову команду в матчі Ередивізі проти ПСВ, вийшовши на заміну Раффаелю Бегоунеку.

## Кар'єра в збірній
Виступав за збірну Сербії до 17 років. В травні 2022 року в складі збірної до 17 років виступав на юнацькому чемпіонаті Європи в Ізраїлі. На турнірі провів 2 матчі, а його команда дійшла до півфіналу, де поступилась збірній Нідерландів у серії пенальті.

## Статистика виступів
Станом на 18 травня 2025
| Клуб              | Сезон             | Чемпіонат                  | Чемпіонат | Чемпіонат | Кубок | Кубок | Єврокубки | Єврокубки | Інші  | Інші | Всього | Всього |
| Клуб              | Сезон             | Дивізіон                   | Матчі     | Голи      | Матчі | Голи  | Матчі     | Голи      | Матчі | Голи | Матчі  | Голи   |
| ----------------- | ----------------- | -------------------------- | --------- | --------- | ----- | ----- | --------- | --------- | ----- | ---- | ------ | ------ |
| Гредіг            | 2021–22           | Регіональна ліга Зальцбург | 15        | 0         | 1     | 0     | —         | —         | —     | —    | 16     | 0      |
| Єдинство (Уб)     | 2023–24           | Перша ліга                 | 25        | 1         | 1     | 0     | —         | —         | —     | —    | 26     | 1      |
| → Віллем II       | 2024–25           | Ередивізі                  | 5         | 0         | 2     | 0     | —         | —         | —     | —    | 7      | 0      |
| Всього за кар'єру | Всього за кар'єру | Всього за кар'єру          | 45        | 1         | 4     | 0     | 0         | 0         | 0     | 0    | 49     | 1      |